# Идикут
Идикут (также идыкут, от ыдык кут — «святое блаженство») — титул правителя басмылов и уйгуров в конце I — начале II тысячелетия нашей эры. Титул udyk kyt известен ещё в орхонских надписях. Государства, возглавляемые идикутами, в русскоязычной литературе называются идикутствами или идыкутствами, наиболее известным является уйгурское идыкутство, просуществовавшее с середины IX века до середины XIV века.

## Идикут у басмылов
И. А. Фукалов выделяет три периода басмыльского идикутства:
1. 659—704 годы. Басмылы перенимают сакрализацию власти у тюркских и киргизских племён. В 704 году столица идикутства Бешбалык была осажена тюркским каганом Второго Восточного Тюркского каганата, Капаган-каганом. Басмылы сохраняют идикутство, но становятся данниками каганата. К 720 году институт идикутства оказывается практически уничтоженным.
2. 742—752 годы — «непродолжительное, но яркое» 2-е идикутство под руководством Седе Иши, который был претендентом на трон кагана, но был убит уйгурским вождём Буйлой. Буйла после этого провозгласил себя Кутлуг-Бильге-каганом.
3. идикутство басмылов примерно в 847—1048 годах со столицей в Кара-Ходжо. В условиях быстрой исламизации басмылы сохраняют веру в Тенгри и власть продолжает основываться на небесном авторитете.